# Беатриче Реджина дела Скала
Беатриче (Реджина) дела Скала (на италиански: Beatrice Regina della Scala; * 1331, Верона; † 18 юни 1384, Милано или вероятно в Сант'Анджело Лодижано, Сеньория Милано) от рода Скалиджери, е съпруга на Бернабо Висконти. Тя е съгосподарка на Милано (1355 – 1378) заедно с Джильола Гонзага – съпруга на Матео II Висконти, и с Бианка Савойска – съпруга на Галеацо II Висконти. След смъртта на двамата братя на съпруга ѝ тя е единствената господарка на Милано до смъртта си (1378 – 1384).

## Произход
Дъщеря е на Мастино II дела Скала († 1351), господар на Верона и Виченца (1304 – 1311), господар на Падуа (1328 – 1338), господар на Парма (1332 – 1341), господар на Бреша (1332 – 1337), господар на Лука (1335 – 1347), и на съпругата му Тадеа да Карара († 1375), дъщеря на Якопо I, господар на Падуа, и на Елизабета Градениго, патриция на Венеция. Има четири братя и три сестри:
- Кангранде II (* 1332; † 1359), господар на Верона и Виченца (1351 – 1359) заедно с брат си Кансиньорио
- Паоло Албоино II (* 1343; † 1375), господар на Верона и Виченца (1351 – 1365) заедно с брат си Кансиньорио
- Кансиньорио (* 1340; † 1375), от 1359 до 1375 г. господар на Верона задно с брат си Паоло Албоино.
- Алталуна Скала, сгодена за Лудвиг V, маркграф на Бранденбург
- Верде († 1394), маркиза на Ферара като съпруга на Николо II д’Есте, господар на Ферара
- Веронезе, съпруга на Джакомо Трисино
- Гулиелмо († сл. 1351)

Има и пет полубратя от извънбрачни връзки на баща ѝ.

## Брак с Бернабо Висконти. Господарка на Милано
Омъжва се на 27 септември 1350 г. за Бернабо Висконти от рода Висконти, тогавашен сътрудник и определен за наследник, заедно с Матео II Висконти и Галеацо II Висконти (двама имперски викарии, синьори на Милано), на Джовани Висконти. Оттогава тя живее в Милано в двореца „Сан Джовани ин Конка“.
Италианският историк от XV – XVI век Бернардино Корио я определя като надменна, нечестива, дръзка и ненаситна на богатства жена, докато според Паоло Джовио тя е амбициозна и горда, и култивира тези черти и в децата си.
Реджина е опитен политик и договаря заеми със съпруга си в замяна на притежаването на голям брой феоди, особено в районите на Лоди, Бергамо и Бреша. На 16 август 1366 г. за 10 хил. флорина са закупени феодите на Ураго д'Ольо, Пумененго, Фиорано, Калчо и Галеняно. През 1379 г. съпругът ѝ Бернабо Висконти ѝ дарява феодите Сомаля, Кастелнуово Бока д'Ада, Маяно, Монтеолдрадо, Сант'Анджело Лодиджано и Мерлино. Към тях през декември 1380 г. се добавят Касано, Стедзано, Киньоло, Вилантерио, Рокафранка, Табияно (днешно поселище на Салсомаджоре Терме) и Пицобелазио. През 1383 г. тя също така получава Ронкаля (днешно подселище на Пиаченца), Сардзана, Валенца, Санто Стефано и Карара. През януари 1380 Реджина продава Ураго, през април – Калчо и Калчано Супериоре, а през 1382 г. – и Калчано Инфериоре.
Управлява Реджо Емилия от 1373 до 1384 г. с пълномощие от съпруга си.
Не толерира злоупотребите на нейните роднини Дела Скала: през 1375 г., след смъртта на Кансиньорио, отправя легитимни претенции към частта от наследството на Мастино II. Тя повежда 1400 копиеносци към Бреша, за да защити правата си. През 1379 г. съпругът ѝ разделя владенията си между петимата си законни синове, а Реджина се явява като регентка на Бреша и територията от името на непълнолетния им син Мастино.
През декември 1378 г. Реджина, заедно с най-големия си син Марко, тръгва със 700 мъже срещу Верона, но не успява да превземе града. Вследствие на сключения договор между съпруга ѝ Бернабо Висконти и князете на Верона от рода Дела Скала Реджина се отказва от претенциите си и получава огромната сума от 400 хил. флорина годишно (60 хил. първоначална вноска и по 12 хил. за всяка следваща година до погасяване на дълга) в допълнение към годишна пенсия от 2 хил. флорина.
На 7 септември 1381 г. тя кара да построят църквата „Санта Мария дела Скала“ в Милано за 15 хил. флорина на мястото на останките на Палацо дей Ториани. Тази църква дава името на Театро ала Скала.
Реджина прави важни промени в замъка в Сант Анджело Лодижано на стойност 100 хил. флорина, превръщайки го в свой величествен дом.
Умира на 18 юни 1384 г. на около 51-годишна възраст. Погребана е в криптата „Сан Джовани ин Конка“ в Милано. На същия ден съпругът ѝ Бернабо заповядва на всички миланци да носят траур в продължение на година, за да отбележат смъртта на жена му. През 1892 г. нейните тленни останки са пренесени в църквата „Сант Алесандро“ в Милано заедно с тези на съпруга ѝ Бернабо, където е поставена надгробна плоча.

## Брак и потомство
∞ 27 септември 1350 в Милано за Бернабо Висконти (* 1321 или 1323, Милано, Сеньория Милано; † 19 декември 1385, Трецо сул'Ада, пак там) от рода Висконти, господар на Бергамо, Бреша, Кремона, Сончино, Лонато и Валкамоника и съгосподар на Милано заедно с братята си Матео II и Галеацо II, от когото има пет сина и десет дъщери:
- Тадеа Висконти (* 1351, Милано; † 28 септември 1381, Мюнхен), чрез брак херцогиня на Бавария, ∞ 1364 за Стефан III, херцог на Бавария (* 1337; † 1413), от когото има двама син и една дъщеря, сред които Изабела Баварска – кралица на Франция като съпруга на Шарл VI.
- Верде Висконти (* 1352, Милано; † 1414), чрез брак херцогиня на Австрия; ∞ 23 февруари 1365 в Милано за Леополд III, (* 1 ноември 1351, † 9 юли 1386), син на херцога на Австрия Албрехт II Мъдри, от когото има четирима сина и три или четири дъщери.
- Марко Висконти (* ноември 1355; † 3 януари 1382, Милано), господар на Парма (1364 – 1382), ∞ 1367 за Елизабета Баварска, ot koèto nèma deca
- Лудовико Висконти (* 1355, Милано; † 28 юли 1404, Трецо сул'Ада), ∞ 18 април 1381 за Виоланта Висконти († 1382), дъщеря на Галеацо II Висконти, от която има един син
- Валентина Висконти (* 12 август 1367, Милано; † 13 октомври 1393, Кипър), чрез брак кралица на Кипър и титулярна кралица на Йерусалим, ∞ 1378 за Петър II († 1382), граф на Триполи, крал на Кипър и титулярен крал на Йерусалим, от когото има една дъщеря.
- Родолфо Висконти (* 1358, Милано; † 3 януари 1389, Трецо сул'Ада), господар на Парма (1364 – 1389), който е неженен и бездетен
- Карло Висконти (* ноември 1359, Милано; † август 1403), господар на Парма; ∞ август 1382 за Беатрис д’Арманяк, дъщеря на Жан II д'Арманяк Дебелия, от която има двама сина и две дъщери
- Антония Висконти (* 1364, Милано; † 26 март 1405, Щутгарт), чрез брак графиня на Вюртемберг, ∞ 1380 за Еберхард III (* 1362; † 1417), граф на Вюртемберг, от когото има трима сина.
- Катерина Висконти (* 12 юли 1362, Милано; † 17 октомври 1404, Монца), чрез брак последна господарка на Милано (1385 – 1395 и 1-ва херцогиня на Милано (1395 – 1402), ∞ 15 ноември 1380 в Милано за братовчед си Джан Галеацо Висконти (1351 – 1402), херцог на Милано, от когото има двама сина и една дъщеря
- Аниезе Висконти (* 1363, Милано; † 17 февруари 1391, Мантуа), чрез брак графиня на Мантуа; ∞ 1380 за Франческо I Гондзага (* 1366, † 7 март 1407), граф на Мантуа, от когото има една дъщеря
- Мадалена Висконти (* 1366, Милано, † 1404, Бургхаузен), чрез брак херцогиня на Бавария, ∞ 2 септември 1381 в Ландсхут за Фридрих (* 1339, † 1393), херцог на Бавария, от когото има двама сина и три дъщери
- Джанмастино Висконти (* март 1370, Милано; † 19 юли 1405, Бергамо), господар на Бергамо и Джера д'Ада, ∞ за Клеофа дела Скала († 1403), дъщеря на Антонио I дела Скала, господар на Верона, от която има един син и две дъщери
- Лучия Висконти (* 1372, Милано; † 14 април 1424), чрез брак графиня на Кент; ∞ 1. 28 юни 1399 в Павия за Фридрих V фон Тюринген, маркграф на Майсен, 2. декември 1406 (с пълномощник), 24 януари 1407 в Саутуарк за Едмънд Холанд († 15 септември 1407), граф на Кент
- Елизабета Висконти (* 1374, Милано; † 2 февруари 1432, Мюнхен), херцогиня на Бавария, ∞ 1393 в Павия за Ернст Баварски (* 1373, † 1438), херцог на Бавария, от когото има един син и три дъщери
- Англезия Висконти (* 1377, Милано; † 12 октомври 1439, Реджо Емилия), чрез брак кралица на Кипър, Йерусалим и Армения (ок. 1401 – 1408), ∞ ок. 1401 за Янус дьо Лузинян (* 1375, † 29 юни 1432), крал на Кипър (1398 – 1432), титулярен крал на Йерусалим и Армения, бездетна, развод.